# Мартин Борман
Мартин Борман (Вегеленде код Халберштата, 17. јун 1900 — Берлин, 2. мај 1945) је био истакнути нацистички званичник.
Дошао је на чело Партијског канцелеријата НСДАП и постао лични секретар Адолфа Хитлера. Стекао је Хитлерово поверење и тако добио огромну власт у Трећем рајху преко свог утицаја на Хитлера.
Борман је био премлад да би узео већег учешћа у Првом светском рату (његова јединица, пред крај 1918. године није учествовала у борбама). После рата постао је надзорник имања у Мекленбургу и тако дошао у контакт са фрајкорима који су били на имању. Узео је учешћа у њиховим активностима, углавном атентатима и изнудама радничких синдиката.
У марту 1924. године, осуђен је на годину дана затвора као саучесник свом пријатељу Рудолфу Хесу у убиству Валтера Кадова, за кога се веровало да је издао Алберта Леа Шлагетера Французима током окупације Рурске области. По изласку из затвора ступио је у НСДАП. Године 1933. године постао је Рајхслајтер НСДАП-а и посланик у Рајхстагу. Од 1933. до 1941. године био је лични секретар Рудолфа Хеса. После Хесовог одласка у Енглеску, Борман је постао Хитлеров секретар. Многи историчари сматрају да је по количини моћи коју је поседовао Борман био сива еминенција Трећег рајха током Другог светског рата.
Борман се 1929. године оженио (по други пут, из првог брака је имао двоје деце) деветнаестогодишњом Гердом Бух чији је отац, Валтер Бух био председник Нацистичког партијског суда. Борман је упознао Хитлера, који му је био кум на венчању. Мартин и Герда имали су десеторо деце. Једна ћерка умрла је убрзо по порођају.
У каснијим извештајима, посебно у 1960. године, наводи се да је Борман побегао и живео у Јужној Америци, вероватно у Парагвају. Међутим, почетком 1973. године у Берлину форензички експерт "са скоро потпуном сигурношћу" је утврдио да, један од два скелета ископана у току изградње у Западном Берлину у децембру 1972. године био Борман, а 11. априла 1973. године, западнонемачке власти су га званично прогласиле мртвим. Скелет је подвргнут тестирању ДНК 1998. године, а истражиоци су потврдили да су остаци Борманови.